# 哈罗夫斯克区
哈罗夫斯克区（俄语：Харовский район）是俄罗斯联邦沃洛格达州下辖的一个区，其行政中心为哈罗夫斯克。据2016年统计，该区的人口为14741人。